# 原生粘菌

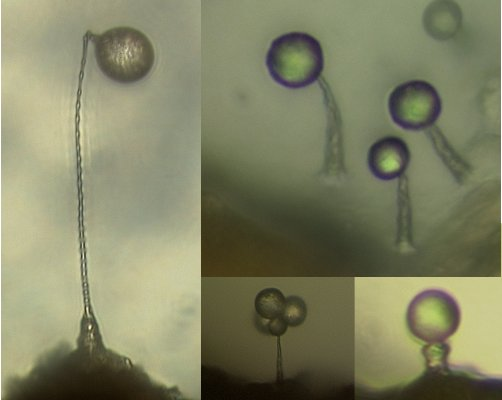
原生粘菌は微小な子実体を形成する。左から時計回りにEndostelium zonatum, Schizoplamodiopsis vulgare, Cavostelium apophysatum, Echinosteliopsis oligosporaの顕微鏡像で、いずれも系統を異にする。

原生粘菌（げんせいねんきん、英: protosteloids, protostelids）とは、生活環の一時期に一個体で立ち上がって1ないし数個の胞子をつけた微細な子実体(sporocarp)を形成するアメーバ様単細胞生物の総称。これはアメーボゾアに属する多様な系統の生物が示す性質であり、単一の分類群とは認められていない。例外的にツノホコリは肉眼的な大きさの子実体を作る。プロトステリウム類とも言われる。

## 特徴
系統を異にする多数の生物の寄せ集めである以上、一般化することはもとより不可能であるが、生活環で共通するのは以下のような点である。胞子から発芽したアメーバが栄養体として植物遺物上の細菌や真菌などを捕食する。種によって、アメーバや胞子は多核の場合もある。発芽した後に鞭毛アメーバになるもの、網状で多核の変形体を作るものもある。いずれの場合も、子実体の形成の際には小さな前胞子細胞(prespore cell)となり、その個々が無細胞性の柄を形成しながら立ち上がって先端で胞子となる。子実体はごく簡単な構造で、管状で非細胞性の柄の先に一個ないし四個の胞子が乗るだけのものである。その高さは0.5mmに達しない。
有性生殖は知られていない。

## 分布
世界中の陸上（土壌および淡水の）生態系に分布しており、植物遺物が存在する場所ならばほぼ全世界的に出現する。枯れ枝や落ち葉、腐朽材のような植物遺物、樹皮、草食動物の糞など適当な基質を持ち帰って湿室培養を行い、顕微鏡下で子実体を探すことで容易に得られる。地理的隔離とは縁が無く、ハワイ諸島にも豊富に存在する。種多様性は熱帯や温帯で高く、高緯度になるにつれて低くなる傾向がある。例外的に標高3000 mを超える高地からはほとんど記録がない。場所によって出現する種には差があるが、最も普遍的に見出される種はProtostelium mycophagaである。

## 人間との関わり
一般に植物や動物に対する病原性は知られていないため、さほど重要でない生物と見なされている。しかし生態系においては潜在的に有害な細菌や真菌の個体数に影響している可能性が指摘されている。研究材料としては、細胞運動の研究に用いられた例がある。

## 分類
2017年の時点で19属37種が知られているが、分類学的整理の中途である。系統的には9群あり、いずれもアメーボゾアに所属している。
- Variosea綱
  - プロトステリウム目 Protosteliida
Protostelium、Planoprotosteliumの2属4種。
  - Fractovitelliida目
Soliformovum属に2種。この系統には子実体を形成しないGrellamoeba属が含まれている。
  - Schizoplasmodiida目
Schizoplasmodium、Nematostelium、Ceratiomyxellaの3属6種。
  - Cavosteliida目
Cavostelium、Schizoplasmodiopsis、Tychosporiumの3属7種。
- 動菌類 Eumycetozoa
  - Protosporangiida目
Protosporangium属4種とClastostelium recurvatumが近縁で、それに加えてツノホコリ(Ceratiomyxa)属に4種がある。
  - 変形菌 Myxogastria
Echinostelium bisporumとEchinosteliopsis oligosporaは系統的には変形菌に含まれる。
- Discosea綱
  - Centramoebida目
この系統は子実体を形成しないものが主である。しかしアカントアメーバ属(Acanthamoeba)のうちA. pyriformisと、Luapeleamoeba属2種が子実体を形成する原生粘菌である。
  - Pellitida目
この系統には子実体を形成しないPellita、Goceviaの2属に加え、子実体を形成するEndostelium属2種が含まれる。
  - Vannellida目
Protosteliopsis fimicolaは子実体を形成するが、子実体を形成しないVannella属に含まれることが分かっている。

この他、Microglomus paxillusは分子情報が無く位置不詳である。

### ツノホコリ
ツノホコリは例外的に肉眼的大きさの子実体を作るため、他の原生粘菌が知られるようになる前は変形菌のうち特殊な群とされてきた。つまり通常は内生胞子を形成する変形菌に対して、子実体の表面に多数の柄を出してその先端に外生胞子をつけるという点で区別されていた。他にも、ツノホコリの変形体は脈動をしないこと、子実体の構造が全く異なることなどが挙げられる。実際にはツノホコリの個々の外生胞子は原生粘菌の子実体と同様の構造上に形成されている。
系統としてはツノホコリを含むProtosporangiida目は変形菌と姉妹関係にあることが示されている。

## 歴史
原生粘菌の研究は1959年にL.S.OliveとC. StoianovitchがProtostelium mycophagaを発見したことに始まり、1967年にプロトステリウム目(Protostelida)として認識された。以降、L.S.Oliveやその弟子F.W.Spiegelらを中心に研究が進められてきた。1970年代にそれまで変形菌のうち原始的な群だと考えられていたツノホコリが原生粘菌であると考えられるようになった。その後分子系統解析の成果が蓄積することで多系統性が認識され、2010年代以降は形態的特徴によってまとめられた総称として扱われるようになっている。